# Medardo Pantoja
Medardo Pantoja (Tilcara, 8 de junio de 1906 - San Salvador de Jujuy, 7 de febrero de 1976) fue un pintor argentino.

## Biografía
Nació el 8 de junio de 1906 en Tilcara, provincia de Jujuy, Argentina. Estudió en Rosario de Santa Fe, en la Academia de Gaspary, con Antonio Berni, y luego en Buenos Aires, con Lino Enea Spilimbergo. Su obra aparece en prensa, al ser premiado con los galardones del XXXIV Salón de Bellas Artes. Luego volvió a Jujuy, donde trabajó como maestro de dibujo en escuela primaria y director de la Escuela de Artes, y formó parte del consejo editorial de la revista Tarja.
Invitado por Spilimbergo, trabajo varios años en la Facultad de Arte de San Miguel de Tucumán.
Sus últimos años los pasó en compañía de su esposa Luisa. No tuvo hijos propios, pero compartió la crianza de los hijos de su esposa.
Fue director de la Escuela de Artes Plásticas hasta su jubilación, presidente del Club Terry, y codirector de teatro en la Obra de Álvaro Yunque sobre el General San Martín.
Murió el 7 de febrero de 1976 en San Salvador de Jujuy a las 9:15 p. m.. Está enterrado en Tilcara. Su vida fue parcialmente representada en un documental de Jorge Preloran.